# Grand Prix automobile de Hongrie 2017
GP précédent GP suivant
Le Grand Prix automobile de Hongrie 2017 (Formula 1 Pirelli Magyar Nagydij 2017), disputé le 30 juillet 2017 sur le Hungaroring à Budapest, est la 967e épreuve du championnat du monde de Formule 1 courue depuis 1950. Il s'agit depuis 1986 de la trente-deuxième édition du Grand Prix de Hongrie comptant pour le championnat du monde de Formule 1, et de la onzième manche du championnat 2017.
Pour la troisième fois de la saison, après les Grands Prix de Russie et de Monaco, les Ferrari monopolisent la première ligne sur la grille de départ. Sebastian Vettel, dès sa première tentative dans la troisième phase des qualifications, établit le temps de référence en améliorant de plus de trois secondes le record du circuit hongrois. Il réalise la 48e pole position de sa carrière, sa deuxième de la saison tandis que Kimi Räikkönen le suit à 168 millièmes de seconde. Ils devancent les Mercedes de Valtteri Bottas, plus rapide que son coéquipier  Lewis Hamilton, en délicatesse avec l'équilibre de sa monoplace. Les Red Bull suivent sur la troisième ligne, Max Verstappen devant Daniel Ricciardo. Auteur du septième temps, Nico Hülkenberg, pénalisé d'un recul de cinq places, laisse la quatrième ligne aux deux McLaren de Fernando Alonso et Stoffel Vandoorne. Felipe Massa, malade, déclare forfait pour le Grand Prix après les essais libres du samedi ; il est remplacé au volant de la Williams FW40 par Paul di Resta qui, pour son retour dans la discipline après une absence de plus de trois ans, se qualifie en dix-neuvième position.
La Scuderia Ferrari obtient son deuxième doublé de la saison, le quatre-vingt-troisième de son histoire, au terme des soixante-dix tours de course. Sebastian Vettel remporte sa quatrième victoire de l'année, la quarante-sixième de sa carrière, suivi de près, durant toute l'épreuve, par Kimi Räikkönen. Le pilote allemand, gêné dès les premiers tours passés en tête par une direction faussée, sa voiture tirant à gauche, ce qui le contraint à éviter au maximum les vibreurs, est dès lors moins rapide que son coéquipier. Malgré ses récriminations à la radio, le Finlandais ne reçoit jamais la consigne d'équipe l'autorisant à doubler Vettel. En revanche, chez Mercedes, Valtteri Bottas reçoit l'ordre de laisser passer Lewis Hamilton après quarante-cinq tours pour aller à la chasse des Ferrari ; celui-ci promet de lui rendre sa position s'il ne parvient pas à les dépasser. Hamilton, bien qu'il se soit ménagé dans les ultimes tours une avance de plus de sept secondes sur son coéquipier, tient parole dans le dernier virage, et offre le podium à Bottas ; il termine quatrième. Max Verstappen, en percutant son coéquipier Daniel Ricciardo au niveau de son radiateur dans le premier tour, le contraint à l'abandon, provoque la sortie de la voiture de sécurité et écope d'une pénalité de dix secondes. Alors qu'il roule devant les Mercedes et mène même l'épreuve durant neuf tours à la faveur des arrêts au stand, il effectue sa pénalité et termine cinquième, sur les talons des Flèches d'Argent. Auteur du meilleur tour en course dans sa soixante-neuvième boucle, Fernando Alonso se classe sixième et dernier pilote dans le même tour que le vainqueur. Il devance Carlos Sainz Jr. et les Force India de Sergio Pérez et Esteban Ocon, Stoffel Vandoorne, sur l'autre McLaren, prenant le point de la dixième place.
Vettel augmente son avance en tête du championnat avec 202 points et devance Hamilton de 14 points (188 points) avant la trêve estivale ; suivent Bottas (169 points), Ricciardo (117 points), Räikkönen (116 points), Verstappen (67 points) et Pérez (56 points). Mercedes, avec 357 points, conserve la tête du championnat devant Ferrari (318 points) et Red Bull Racing (184 points) ; suivent Force India (101 points), Williams (41 points), Scuderia Toro Rosso (39 points), Haas (29 points), Renault (26 points) et McLaren qui, avec (11 points), dépasse désormais Sauber (5 points).

## Pneus disponibles
| Pneus pour piste sèche | Pneus pour piste sèche | Pneus pour piste sèche | Pneus pluie    | Pneus pluie |
| ---------------------- | ---------------------- | ---------------------- | -------------- | ----------- |
| Super tendres          | Tendres                | Médiums                | Intermédiaires | Pluie       |

## Essais libres

### Première séance, le vendredi de 10 h à 11 h 30
| Pos. | Pilote           | Voiture            | Chrono         | Écart     |
| ---- | ---------------- | ------------------ | -------------- | --------- |
| 1    | Daniel Ricciardo | Red Bull-TAG Heuer | 1 min 18 s 486 |           |
| 2    | Kimi Räikkönen   | Ferrari            | 1 min 18 s 720 | + 0 s 234 |
| 3    | Lewis Hamilton   | Mercedes           | 1 min 18 s 858 | + 0 s 372 |
| 4    | Max Verstappen   | Red Bull-TAG Heuer | 1 min 19 s 162 | + 0 s 676 |
| 5    | Valtteri Bottas  | Mercedes           | 1 min 19 s 248 | + 0 s 762 |
| 6    | Sebastian Vettel | Ferrari            | 1 min 19 s 563 | + 1 s 077 |

- Antonio Giovinazzi, pilote-essayeur chez Haas F1 Team, remplace Kevin Magnussen lors de cette séance d'essais.
- Alfonso Celis Jr., pilote-essayeur chez Force India, remplace Esteban Ocon lors de cette séance d'essais.

### Deuxième séance, le vendredi de 14 h à 15 h 30
| Pos. | Pilote           | Voiture            | Chrono         | Écart     |
| ---- | ---------------- | ------------------ | -------------- | --------- |
| 1    | Daniel Ricciardo | Red Bull-TAG Heuer | 1 min 18 s 455 |           |
| '2   | Sebastian Vettel | Ferrari            | 1 min 18 s 638 | + 0 s 183 |
| 3    | Valtteri Bottas  | Mercedes           | 1 min 18 s 656 | + 0 s 201 |
| 4    | Kimi Räikkönen   | Ferrari            | 1 min 18 s 755 | + 0 s 300 |
| 5    | Lewis Hamilton   | Mercedes           | 1 min 18 s 779 | + 0 s 324 |
| 6    | Max Verstappen   | Red Bull-TAG Heuer | 1 min 18 s 951 | + 0 s 496 |

### Troisième séance, le samedi de 11 h à 12 h
| Pos. | Pilote            | Voiture            | Chrono         | Écart     |
| ---- | ----------------- | ------------------ | -------------- | --------- |
| '1   | Sebastian Vettel  | Ferrari            | 1 min 17 s 017 |           |
| 2    | Kimi Räikkönen    | Ferrari            | 1 min 17 s 492 | + 0 s 475 |
| 3    | Valtteri Bottas   | Mercedes           | 1 min 17 s 914 | + 0 s 897 |
| 4    | Max Verstappen    | Red Bull-TAG Heuer | 1 min 18 s 194 | + 1 s 177 |
| 5    | Lewis Hamilton    | Mercedes           | 1 min 18 s 434 | + 1 s 417 |
| 6    | Stoffel Vandoorne | McLaren-Honda      | 1 min 18 s 638 | + 1 s 621 |

- Sebastian Vettel améliore de plus de deux secondes le temps de la pole position réalisée en 2016 par Nico Rosberg (1 min 19 s 965) et établit un nouveau record du circuit hongrois[4].

## Séance de qualifications

### Résultats des qualifications
- Felipe Massa, malade, déclare forfait pour ce Grand Prix. Il est remplacé à partir des qualifications par Paul di Resta[5],[6].

| Pos.                                                                                      | Pilote            | Écurie               | Qualifications 1 | Qualifications 2 | Qualifications 3 |
| ----------------------------------------------------------------------------------------- | ----------------- | -------------------- | ---------------- | ---------------- | ---------------- |
| 1                                                                                         | Sebastian Vettel  | Ferrari              | 1 min 17 s 244   | 1 min 16 s 802   | 1 min 16 s 276   |
| 2                                                                                         | Kimi Räikkönen    | Ferrari              | 1 min 17 s 364   | 1 min 17 s 207   | 1 min 16 s 444   |
| 3                                                                                         | Valtteri Bottas   | Mercedes             | 1 min 18 s 058   | 1 min 17 s 362   | 1 min 16 s 530   |
| 4                                                                                         | Lewis Hamilton    | Mercedes             | 1 min 17 s 492   | 1 min 16 s 693   | 1 min 16 s 707   |
| 5                                                                                         | Max Verstappen    | Red Bull-TAG Heuer   | 1 min 17 s 266   | 1 min 17 s 028   | 1 min 16 s 797   |
| 6                                                                                         | Daniel Ricciardo  | Red Bull-TAG Heuer   | 1 min 17 s 702   | 1 min 17 s 698   | 1 min 16 s 818   |
| 7                                                                                         | Nico Hülkenberg   | Renault              | 1 min 18 s 137   | 1 min 17 s 655   | 1 min 17 s 468   |
| 8                                                                                         | Fernando Alonso   | McLaren-Honda        | 1 min 18 s 395   | 1 min 17 s 919   | 1 min 17 s 549   |
| 9                                                                                         | Stoffel Vandoorne | McLaren-Honda        | 1 min 18 s 479   | 1 min 18 s 000   | 1 min 17 s 894   |
| 10                                                                                        | Carlos Sainz Jr.  | Toro Rosso-Renault   | 1 min 18 s 948   | 1 min 18 s 311   | 1 min 18 s 912   |
| 11                                                                                        | Jolyon Palmer     | Renault              | 1 min 18 s 699   | 1 min 18 s 415   |                  |
| 12                                                                                        | Esteban Ocon      | Force India-Mercedes | 1 min 18 s 843   | 1 min 18 s 495   |                  |
| 13                                                                                        | Daniil Kvyat      | Toro Rosso-Renault   | 1 min 18 s 702   | 1 min 18 s 538   |                  |
| 14                                                                                        | Sergio Pérez      | Force India-Mercedes | 1 min 19 s 095   | 1 min 18 s 639   |                  |
| 15                                                                                        | Romain Grosjean   | Haas-Ferrari         | 1 min 19 s 085   | 1 min 18 s 771   |                  |
| 16                                                                                        | Kevin Magnussen   | Haas-Ferrari         | 1 min 19 s 095   |                  |                  |
| 17                                                                                        | Lance Stroll      | Williams-Mercedes    | 1 min 19 s 102   |                  |                  |
| 18                                                                                        | Pascal Wehrlein   | Sauber-Ferrari       | 1 min 19 s 839   |                  |                  |
| 19                                                                                        | Paul di Resta     | Williams-Mercedes    | 1 min 19 s 868   |                  |                  |
| 20                                                                                        | Marcus Ericsson   | Sauber-Ferrari       | 1 min 19 s 972   |                  |                  |
| Temps minimal à réaliser pour la qualification : 1 min 22 s 651 (107 % de 1 min 17 s 244) |                   |                      |                  |                  |                  |

### Grille de départ
- Nico Hülkenberg, auteur du septième temps des qualifications, est pénalisé d'un recul de cinq places sur la grille de départ en raison d'un changement de boîte de vitesses sur sa Renault R.S.17 ; il s'élance du douzième rang[8].
- Daniil Kvyat, auteur du treizième temps des qualifications, est pénalisé d'un recul de trois places sur la grille de départ pour avoir gêné Lance Stroll ; il s'élance du seizième rang[8].

## Course

### Classement de la course
| Pos. | no | Pilote            | Écurie               | Tours | Temps/Abandon                      | Grille | Points |
| ---- | -- | ----------------- | -------------------- | ----- | ---------------------------------- | ------ | ------ |
| 1    | 5  | Sebastian Vettel  | Ferrari              | 70    | 1 h 39 min 46 s 713 (184,386 km/h) | 1      | 25     |
| 2    | 7  | Kimi Räikkönen    | Ferrari              | 70    | + 0 s 908                          | 2      | 18     |
| 3    | 77 | Valtteri Bottas   | Mercedes             | 70    | + 12 s 462                         | 3      | 15     |
| 4    | 44 | Lewis Hamilton    | Mercedes             | 70    | + 12 s 885                         | 4      | 12     |
| 5    | 33 | Max Verstappen    | Red Bull-TAG Heuer   | 70    | + 13 s 276                         | 5      | 10     |
| 6    | 14 | Fernando Alonso   | McLaren-Honda        | 70    | + 1 min 11 s 223                   | 7      | 8      |
| 7    | 55 | Carlos Sainz Jr.  | Toro Rosso-Renault   | 69    | + 1 tour                           | 9      | 6      |
| 8    | 11 | Sergio Pérez      | Force India-Mercedes | 69    | + 1 tour                           | 13     | 4      |
| 9    | 31 | Esteban Ocon      | Force India-Mercedes | 69    | + 1 tour                           | 11     | 2      |
| 10   | 2  | Stoffel Vandoorne | McLaren-Honda        | 69    | + 1 tour                           | 8      | 1      |
| 11   | 26 | Daniil Kvyat      | Toro Rosso-Renault   | 69    | + 1 tour                           | 16     |        |
| 12   | 30 | Jolyon Palmer     | Renault              | 69    | + 1 tour                           | 10     |        |
| 13   | 20 | Kevin Magnussen   | Haas-Ferrari         | 69    | + 1 tour (dont 5 s de pénalité)    | 15     |        |
| 14   | 18 | Lance Stroll      | Williams-Mercedes    | 69    | + 1 tour                           | 17     |        |
| 15   | 94 | Pascal Wehrlein   | Sauber-Ferrari       | 68    | + 2 tours                          | 18     |        |
| 16   | 9  | Marcus Ericsson   | Sauber-Ferrari       | 68    | + 2 tours                          | 20     |        |
| 17   | 27 | Nico Hülkenberg   | Renault              | 67    | Freins                             | 12     |        |
| Abd. | 40 | Paul di Resta     | Williams-Mercedes    | 60    | Fuite d'huile                      | 19     |        |
| Abd. | 8  | Romain Grosjean   | Haas-Ferrari         | 20    | Écrou de roue mal serré            | 14     |        |
| Abd. | 3  | Daniel Ricciardo  | Red Bull-TAG Heuer   | 0     | Accrochage avec Verstappen         | 6      |        |

### Pole position et record du tour
- Pole position :  Sebastian Vettel (Ferrari) en 1 min 16 s 276 (206,770 km/h)[10].
- Meilleur tour en course :  Fernando Alonso (McLaren-Honda) en 1 min 20 s 182 (196,698 km/h) au soixantième-neuvième tour[11].

### Tours en tête
- Sebastian Vettel : 59 tours (1-31 / 43-70)[12].
- Kimi Raïkkönen : 2 tours (32-33)
- Max Verstappen : 9 tours (34-42).

## Classements généraux à l'issue de la course
| Pos. | Pilote            | Écurie               | Points |
| ---- | ----------------- | -------------------- | ------ |
| 1    | Sebastian Vettel  | Ferrari              | 202    |
| 2    | Lewis Hamilton    | Mercedes             | 188    |
| 3    | Valtteri Bottas   | Mercedes             | 169    |
| 4    | Daniel Ricciardo  | Red Bull-TAG Heuer   | 117    |
| 5    | Kimi Räikkönen    | Ferrari              | 116    |
| 6    | Max Verstappen    | Red Bull-TAG Heuer   | 67     |
| 7    | Sergio Pérez      | Force India-Mercedes | 56     |
| 8    | Esteban Ocon      | Force India-Mercedes | 45     |
| 9    | Carlos Sainz Jr.  | Toro Rosso-Renault   | 35     |
| 10   | Nico Hülkenberg   | Renault              | 26     |
| 11   | Felipe Massa      | Williams-Mercedes    | 23     |
| 12   | Lance Stroll      | Williams-Mercedes    | 18     |
| 13   | Romain Grosjean   | Haas-Ferrari         | 18     |
| 14   | Kevin Magnussen   | Haas-Ferrari         | 11     |
| 15   | Fernando Alonso   | McLaren-Honda        | 10     |
| 16   | Pascal Wehrlein   | Sauber-Ferrari       | 5      |
| 17   | Daniil Kvyat      | Toro Rosso-Renault   | 4      |
| 18   | Stoffel Vandoorne | McLaren-Honda        | 1      |

| Pos. | Écurie               | Points |
| ---- | -------------------- | ------ |
| 1    | Mercedes             | 357    |
| 2    | Ferrari              | 318    |
| 3    | Red Bull-TAG Heuer   | 184    |
| 4    | Force India-Mercedes | 101    |
| 5    | Williams-Mercedes    | 41     |
| 6    | Toro Rosso-Renault   | 39     |
| 7    | Haas-Ferrari         | 29     |
| 8    | Renault              | 26     |
| 9    | McLaren-Honda        | 11     |
| 10   | Sauber-Ferrari       | 5      |

## Statistiques
Le Grand Prix de Hongrie 2017 représente :
- la 48e pole position de Sebastian Vettel, sa troisième sur le Hungaroring[8],[15] ;
- la 46e victoire de sa carrière pour Sebastian Vettel[16] ;
- la 228e victoire pour Ferrari en tant que constructeur[17] ;
- le 83e doublé pour Ferrari en tant que constructeur[18] ;
- la 229e victoire pour Ferrari en tant que motoriste[19].

Au cours de ce Grand Prix :
- En ne disputant pas la course, Felipe Massa met fin à une série de 604 Grands Prix consécutifs disputés par un Brésilien ; il faut remonter au Grand Prix de Saint-Marin 1982 pour ne pas voir un pilote brésilien sur la grille pour la dernière fois ;
- Sebastian Vettel passe la barre des 2 300 points inscrits en Formule 1 (2310 points)[20] ;
- Kimi Räikkönen est élu « Pilote du jour » lors d'un vote organisé sur le site officiel de la Formule 1[21] ;
- Derek Warwick (146 départs en Grands Prix de Formule 1 dont deux meilleurs tours en course et quatre podiums, vainqueur des 24 Heures du Mans 1992) a été nommé par la FIA conseiller pour aider dans leurs jugements le groupe des commissaires de course[22].